# Cyrtodactylus lomyenensis
Cyrtodactylus lomyenensis là một loài thằn lằn trong họ Gekkonidae. Loài này được Ngo Tri & Pauwels mô tả khoa học đầu tiên năm 2010.